# Звезда сцены
«Звезда сцены» (англ. Confessions of a Teenage Drama Queen) — американская комедия 2004 года, снятая по мотивам одноимённой книги Дайан Шелдон и выпущенная 20 февраля 2004 компанией Walt Disney Pictures. режиссёр фильма Сара Шугарман, а сценарий написан Дайан Шелдон и Гейлом Парентом. Главные роли исполнили Линдси Лохан, Элисон Пилл и Адам Гарсиа.
Фильм снимался в различных местах, но преимущественно в южно-центральном Лос-Анджелесе. Картина была выпущена в конце февраля 2004 года., получив небольшие положительные отзывы от критиков, но заняв второе место по кассовым сборам, уступив картине «50 первых поцелуев» Адама Сэндлера. 20 июля 2004 года фильм был выпущен на VHS и DVD.

## Описание сюжета
После развода родителей 15-летняя Лола к своему огорчению с матерью и сёстрами переезжает из центра Нью-Йорка в провинцию, пригород Деллвуд в Нью-Джерси. Лола думает, что легко добьётся всего, но местная красавица Карла не собирается уступать своё место. Лола и Карла азартно борются за главную роль в школьном спектакле «Пигмалион», пытаясь унизить друг друга. Ведь звезда сцены может быть только одна!

## В ролях
| Актёр            | Роль                      |
| ---------------- | ------------------------- |
| Линдси Лохан     | Мэри Элизабет «Лола» Степ |
| Меган Фокс       | Карла Сантини             |
| Элисон Пилл      | Элла Джерард              |
| Эли Мариентал    | Сэм                       |
| Гленн Хидли      | Карен Степ                |
| Адам Гарсиа      | Стюарт «Стю» Вольф        |
| Кэрол Кейн       | мисс Багголи              |
| Шейла Маккарти   | миссис Джерард            |
| Том Мак-Камус    | Кэлам                     |
| Элисон Сили-Смит | сержант Роуз              |
| Эшли Леггат      | Марсиа                    |
| Барбара Мамаболо | Робин                     |
| Мэгги Оскэм      | Пэйдж                     |
| Рэйчел Оскэм     | Паула                     |